# Калидромон
Кали́дромон, также Каллидром (греч. Καλλίδρομον ή Καλλίδρομο), прежде Саро́мата (Σαρώματα) — горы в Греции. Являются продолжением горы Эта, расположенной западнее, от которой отделены ущельем реки Асопос, притока Сперхиоса. Северные склоны Калидромона образовывали с Малийским заливом знаменитые Фермопилы, узкий проход, в котором Леонид во время Фермопильского сражения с горсткой спартанцев смог задержать целую персидскую армию (исчезнувшие в настоящее время из-за наносов Сперхея, которые заполнили ближайшую часть залива и превратили узкий проход в широкую прибрежную равнину). Высочайшая вершина — гора Гьоза (Γκιόζα) высотой 1399 м над уровнем моря.
Южнее, по долине между Калидромоном и Парнасом течёт река Кифисос. Севернее находятся горы Книмис (938 м).

## Название
Топоним Калидромон образован от др.-греч. καλλι- (первая часть сложных слов, означающая «красивый, изящный») и греч. δρόμος («дорога, путь»).

## История
По Геродоту персы оказались в тылу у Леонида во время Фермопильского сражения, следуя по тропе, ведущей через Каллидром в Фермопилы, указанной предателем Эфиальтом из Трахина. Тропа называется Анопея.
В битве при Фермопилах в 191 году до н. э. небольшой римский отряд  консула Катона прорвался штурмом на Каллидроме, который охраняли этолийцы, через линию обороны Антиоха, правителя Селевкидов, что решило ход битвы.

## Калидромский тоннель
Через горы Калидромон между поселениями Като-Титорея и Комнина построен двойной Калидромский тоннель длиной 9308 м для железной дороги Пирей — Салоники. Строительство тоннеля началось в 1997 году, в 2013 году состоялось его открытие, 31 января 2018 года участок Титорея — Лианокладион завершён и введён в эксплуатацию, 2 февраля прошёл первый поезд. Это самый длинный железнодорожный тоннель на Балканах.